# 王襄 (宋朝)
王襄（?—?），初名王宁，邓州南阳县（今河南省南阳市）人，北宋大臣。
王宁中进士第。崇宁二年（1103年），担任军器监主簿言事符合皇帝的心意，擢升为库部员外郎，改任光禄少卿，出京察访陕西。还京，担任显谟阁待制、权知开封府。府事繁多，案件牵连一千余人，被捕的人塞满监狱。王宁昼夜裁决，四十天都释放处理完了；又一个月，监狱已空。转任龙图阁直学士、吏部侍郎，出知杭州；未至，改任海州；又改任应天府，转任郓州。召回京城，为礼部尚书，转任兵部尚书，出知颍州，改知永兴军。蒲城妖贼王宁和他同名，请改名王宓。后来被左司谏石公弼弹劾，改知汝州，不久夺去学士，提举南京鸿庆宫。
大观三年（1109年），以集贤殿修撰知潭州，改任兵部侍郎，出使高丽王朝。还京答对称旨，宋徽宗下诏赐名王襄。历任工部尚书、吏部尚书，政和元年（1111年），拜为同知枢密院事。因为推荐近侍获罪，以延康殿学士罢知亳州；又因为勾结郭天信被撤职，提举嵩山崇福宫。久后，起用为知郢州，恢复学士品秩，再加资政殿学士，转任知淮宁府。因为言事忤逆王黼，再次提举崇福宫。
宣和六年（1124年），起用为河南尹。金国来侵，出任为西道都总管，张杲作为副手。康王开大元帅府，王襄率领所部兵会师虞城县。康王即位为宋高宗，命王襄知河南府。王襄开始和赵野分别总领西北道诸军，金军围京师，征兵入援，二人因故迂道宿留耽误。于是，降为宁远军节度副使，永州安置，不久去世。